# Zhao Ming od Shanga
Prema kineskim predajama, Zhao Ming (kineski 昭明, pinyin Zhāo Míng, Wade-Giles Chao Ming; ? – ?) bio je kineski plemić te predak kineskih kraljeva iz dinastije Shang. Njegovo obiteljsko ime bilo je Zi (子).
Otac mu je bio plemić zvan Xie, sin cara Kua. Nakon očeve smrti, Zhao Ming je postao vladar Shanga te je unaprijedio svoju civilizaciju. Nakon njegove smrti, Shangom je vladao njegov sin, Xiang Tu.

## Poveznice
- Tang od Shanga – potomak Zhao Minga